# Trehörningen (Karlskoga socken, Värmland)
Trehörningen är en sjö i Karlskoga kommun i Värmland och ingår i Göta älvs huvudavrinningsområde. Sjön är 6,5 meter djup, har en yta på 0,15 kvadratkilometer och befinner sig 228,1 meter över havet.
Sjön ingår i naturreservatet Trehörningen.

## Delavrinningsområde
Trehörningen ingår i det delavrinningsområde (659488-143646) som SMHI kallar för Utloppet av Malmlången. Medelhöjden är 194 meter över havet och ytan är 64,87 kvadratkilometer. Räknas de 162 avrinningsområdena uppströms in blir den ackumulerade arean 2 263,18 kvadratkilometer. Gullspångsälven (Liälven) som avvattnar avrinningsområdet har biflödesordning 2, vilket innebär att vattnet flödar genom totalt 2 vattendrag innan det når havet efter 302 kilometer. Avrinningsområdet består mestadels av skog (79 procent). Avrinningsområdet har 7,9 kvadratkilometer vattenytor vilket ger det en sjöprocent på 12,2 procent.